# Henderikadius Zwantinus Kloekers
Henderikadius Zwa[a]ntinus Kloekers (Veenhuizen, 7 april 1828 - Nieuwe Pekela, 10 oktober 1893) was een Nederlandse predikant en zendeling.

## Leven en werk
Kloekers werd in 1828 in het Drentse Veenhuizen geboren als zoon van de zaalopziener Jan Hendriks Kloekers en Margien Bouwmans. Na aanvankelijk werkzaam te zijn geweest bij de belastingen kwam hij in aanraking met voormannen van het Réveil als Van der Brugghen, Groen van Prinsterer en Heldring en via hen ook met Beets. Op advies van Van der Brugghen ging Kloekers een opleiding tot onderwijzer volgen, maar hij wilde graag zendeling worden. 
In 1850 bracht de in China werkzame Duitse zendeling Karl Gützlaff een bezoek aan Nederland. Tijdens zijn verblijf hield hij voordrachten met als gevolg dat er in een aantal plaatsen initiatieven ontstonden om zendelingen naar China te zenden. De coördinatie van plaatselijke verenigingen gebeurde door de comités in Amsterdam en Rotterdam. Zij stelden ook commissies in om aanmeldingen van personen die als zendeling naar China wensten te gaan te beoordelen. Kloekers was een van de ongeveer dertig personen die zich voor de  zending in China aanmeldden. Er zouden uiteindelijk  drie personen als zendeling naar China reizen. Naast Kloekers waren dit Lumina van Medenbach Wakker en Hendrikus Douwes van Gennip . Kloekers werd voor een opleiding naar de zendingsschool van het Nederlandsch Zendeling Genootschap gezonden. Tijdens die opleiding kwam hij tot de overtuiging die hij ook uitdroeg, dat de Bijbel met de doop alleen die van volwassenen bedoelde. 
Hij werd desondanks naar China uitgezonden. Kloekers was op 3 augustus 1854 te Zwolle met Annichje Louman getrouwd. Zij vestigden zich in 1855 in Shanghai. Enkele maanden na aankomst overleed zijn vrouw. Net zoals de inmiddels overleden Gützlaff had gedaan probeerde Kloekers zich aan te passen aan een Chinese leefstijl. In Chinese kledij bezocht hij theehuizen en probeerde daar Chinezen vertrouwd te maken met het evangelie. In Ningbo had hij een aantal ontmoetingen met Hudson Taylor, de grondlegger van de China Inland Mission. Hij kwam in Shanghai ook in contact met zendelingen van de  Southern Baptist Convention en liet zich door hen herdopen. Het Rotterdamse China Comité dat hem had uitgezonden beëindigde om die reden  de relatie met Kloekers. 
Met zijn in 1855 geboren dochter reisde Kloekers naar Engeland en werd daar door de Baptist Missionary Society opnieuw naar China gezonden. De tweede periode van Kloekers in China is tussen 1860 en 1865. Hij was kort daarvoor op 12 oktober 1859 in Engeland getrouwd met Emily Page Winterbotham. Zij overleed kort na hun aankomst in Shanghai in het kraambed. Kloekers was net als meerdere in China aanwezige zendelingen gefascineerd door het Hemelse Koninkrijk van de Volmaakte Vrede, dat als gevolg van de Taipingopstand was ontstaan. De ideologie van de beweging was voor een deel ontleend aan een interpretatie door Liang Fa van protestantse noties. Kloekers reisde naar Nanjing, de hoofdstad van de opstandelingen. Hij ontving van de leidinggevenden van de beweging een document dat hem volledige bewegingsvrijheid gaf in de door hen bezette gebieden.In 1861 was Kloekers in Peking, maar kreeg geen toestemming zich daar te vestigen. De overige jaren tot 1865 bracht hij door in Yantai in de provincie Shangdong. Een van de weinige Chinezen die hij wist te bekeren was Zhong Youren, die de eerste Chinese baptistenpredikant zou worden. 
Hij kreeg opnieuw een conflict met het zendingsgenootschap dat hem had uitgezonden. Deze keer handelde het over de weigering van Kloekers het sacrament in de gehele gemeenschap te vieren. Kloekers wenste dat te beperken tot slechts een kring van belijdende leden. De Baptist Missionary Society  besloot hierop zijn dienstverband te beëindigen. 
Hij keerde in 1865 terug naar Nederland, waar hij zich aansloot bij de Nederlandse baptisten. In 1867 werd hij tot predikant van de baptistengemeente in Stadskanaal, in de Groninger Veenkoloniën, bevestigd. In datzelfde jaar werd daar de eerste Baptistenkerk van Nederland gebouwd. Hij stichtte in de jaren die daarop volgden een baptistengemeente in Nieuwe Pekela en realiseerde ook daar een kerkgebouw. Kloekers was in 1881 medeoprichter van de "Unie van gemeenten van gedoopte Christenen in Nederland". In 1885 trad hij vanwege de gerezen verschillen van mening weer uit deze Unie.
Op 23 september 1870 hertrouwde hij met Karsina Hovingh Wichers, weduwe van de eerste predikant van de baptisten in Nederland, Johannes Elias Feisser. Kloekers overleed in oktober 1893 op 65-jarige leeftijd in zijn woonplaats Nieuwe Pekela. Zowel hij als zijn derde echtgenote liggen begraven op de Hervormde Begraafplaats in Nieuwe Pekela.